# Хроника Монемвасије
Монемвасијска хроника (грч. Χρονικόν της Μονεμβασίας) је средњовековна хроника, која је посвећена историји града Монемвасије и околних области, а садржи и драгоцене податке о раној историји Словена на ширем простору византијских тема Пелопонеза и Хеладе. Сматра се да је настала крајем 10. или почетком 11. века. Сачувана је у три главна преписа, за познијим продужецима.
Хроника је у историографији често разматрана поводом спорних теорија Јакоба Фалмерајера о етничким односима у поменутим византијским темама након словенског насељавања јужних грчких области.